# Статкулон
Статкулон (статКл) або франклін (Фр) (англ. statcoulomb (statC) або franklin (Fr)) — одиниця вимірювання електричного заряду та кількості електрики в абсолютній електростатичній системі одиниць СГСЕ та системі одиниць Гауса. Іноді цю одиницю ще називають електростатичною одиницею заряду.

## Визначення
Статкулон є похідною одиницею і, таким чином, визначається через інші одиниці. Визначальним для статкулона є закон Кулона взаємодії двох нерухомих електричних зарядів {\displaystyle q_{1}} та {\displaystyle q_{2}}, який у системі СГСЕ в скалярній формі записується у вигляді:
{\displaystyle F={\frac {q_{1}q_{2}}{{r}^{2}}}},
де {\displaystyle F} — сила взаємодії;
{\displaystyle r} — відстань між зарядами.
Таким чином, 1 статкулон — це заряд, сила взаємодії якого з іншим таким же нерухомим зарядом, що перебуває від нього на відстані 1 см, рівна 1 дина.
Співвідношення з одиницею системи SI: 1 статКл ≈ 3,335641×10−10 Кл.
Статкулон є когерентною одиницею системи СГСЕ.